# Johann Waldner von Freundstein
Johann Hermann Joseph Waldner von Freundstein (* im 18. Jahrhundert in Oberhomburg [frühere Bezeichnung Bischofshomburg im Département Moselle Metz]; † 20. August 1783 in Saarbrücken) war ein deutscher Rittmeister und Oberbaudirektor im Fürstentum Nassau-Saarbrücken.

## Leben
Johann  Waldner von Freundstein entstammte dem elsässischen Adelsgeschlecht Waldner von Freundstein, das sich 1711 in der Ortenau ausbreitete und später bei der Ortenauer Reichsritterschaft immatrikuliert wurde. Die Quellenlage gibt über seine genealogische Abstammung keine Aufschlüsse. Er kam in das Fürstentum Nassau-Saarbrücken und wurde Baumeister unter Fürst Ludwig. 1768  war er bei der Anlage des Schlossparks Saarbrücken beteiligt, den Ludwig errichten ließ. 1773 zum Chausseedirektor ernannt, folgte im Jahr darauf die Übertragung der Oberaufsicht über sämtliche Gebäude. Damit verbunden war die Zusage auf die Nachfolge des Baumeisters Friedrich Joachim Stengel, den er 1775 in seinem Amt als Generalbaudirektor ablöste.
Er wirkte mit beim Bau des Schlosses Ludwigsberg und der Evangelischen Kirche in Niederlinxweiler. 1777 fertigte er die Planung für den Umbau der katholischen Kirche St. Lukas in Bliesransbach, die im 17. Jahrhundert durch den Saarbrücker Baumeister Lautemann errichtet worden ist. Ferner war er am Bau des Stiftes auf dem Saarbrücker Ludwigsplatz beteiligt.
1778 wurde er seiner Ämter enthoben. Johann Philipp von Welling wurde sein Nachfolger.

## Auszeichnungen
- Ritter und Generalkommissar des Ordens vom Heiligen Geist